# レンジャー V-770

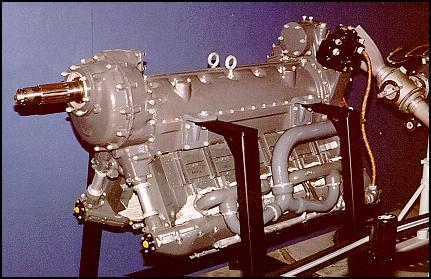
レンジャー V-770

レンジャー V-770（Ranger V-770 ）は、1930年代にアメリカ合衆国のフェアチャイルド・エンジン&エアクラフトのエンジン部門により開発された航空機用空冷 倒立V型エンジンである。

## 設計と開発
1931年に空冷直列エンジンのレンジャー 6-440を基にして「V-770」は設計図面に現れ、ヴォート XSO2U-1 偵察機に搭載されてテストされた。1938年にカーティス SO3Cシーミュウ 偵察機に搭載されてテストされ、低速飛行時のオーバーヒート傾向を伴う信頼性の問題が発見された。1941年により熟成された「V-770」がXAT-14 ガナー 試作機に搭載され、量産型のフェアチャイルド AT-21 ガナー 練習機へ採用するに満足な結果を得た。
1941年から1945年に生産された「V-770」はアルミ合金製の2分割クランクケース、アルミ合金製シリンダーヘッド、アルミ合金製冷却フィン付の樽形シリンダーを有していた。「V-770」は非常に数少ない量産に入ったV型、直列、空冷エンジンの一つであった。このエンジンは比較的少数が175機生産された双発練習機のフェアチャイルド AT-21 ガナーと2機のベル XP-77を含むアメリカ陸軍航空軍の航空機に使用された。

## 派生型
V-770-4
ヴォート XSO2U-1 偵察機に搭載
V-770-6
XAT-14 ガナー 試作機に搭載、ライアン SOR-1 偵察機に搭載を予定
V-770-7
ベル XP-77 軽戦闘機の試作機に搭載
V-770-8
カーティス SO3Cシーミュウ 偵察機に搭載
V-770-9
XAT-6E テキサンの試作機に搭載
V-770-11
フェアチャイルド AT-21 ガナーに搭載
V-770-15
フェアチャイルド AT-21 ガナーに搭載
SGV-770C-1
350 hp 版がカーティス XF6C-7 ホーク 戦闘爆撃機に搭載されてテストされた。
SGV-770D-5
戦後の民間機向けに開発された。700 hp ( kW) at 3,600 RPM、重量 395 kg (870 lb)、全高 31.11 in (790 mm)、全長 74.92 in (1,900 mm)、全幅 33.28 in (846 mm)

## 搭載機
- ベル XP-77

## 要目
(SGV-770C-1)Janes Fighting Aircraft of World War II (1989) より
- タイプ：空冷 倒立V型エンジン 12気筒
- ボア×ストローク：101.6 mm (4 in) × 130.2 mm (5 1⁄8 in)
- 排気量：12.6 L (773 in³)
- 全長：1,574.8 mm (62 in)
- 全幅：711.2 mm (28 in)
- 全高：817.88 mm (32.2 in)
- 乾燥重量：331 kg (730 lb)
- 動弁機構：2ポペットバルブ/気筒、ギア駆動OHV
- スーパーチャージャー：1段1速、produced 45 inches of mercury (1.5 bar, 7.5 psi) at take-off
- 燃料供給方式：ホーリー 凍結防止キャブレター
- 燃料種別：87 オクタン ガソリン
- 潤滑方式：加圧方式
- 冷却方式：空冷
- 馬力：520 hp /3,150 rpm (387.7 kW)
- 排気量馬力：0.673 hp/in³
- 圧縮比：6.5 : 1
- 馬力重量比：0.71 hp/lb

## 現存エンジン
- カロリナス航空博物館に修復された1基が収蔵されている。